# Pablo Gonz
Pablo Gonz (Sevilla, 1968) es un novelista español. En 2024 apareció su novela Experto en silencios.

## Biografía
Pablo González Cuesta nació en Sevilla en 1968, aunque vivió hasta los tres años en São Paulo (Brasil) y posteriormente se trasladó con su familia a Barcelona, donde permaneció cinco años (1971-1976). El siguiente destino fue Madrid, capital en la que pasó su infancia y su juventud, con esporádicas visitas a un pueblo de la montaña leonesa, Cofiñal, de donde procede parte de su familia. Desde 2001, Pablo Gonz vivió en las inmediaciones de Punucapa, un pequeño pueblo próximo a la ciudad de Valdivia (Chile). En 2020 se trasladó nuevamente a España.
Pablo Gonz es licenciado en Geografía e Historia por la Universidad Complutense de Madrid (1991). Sus primeros pasos en la literatura creativa contaron con la influencia literaria de, entre otros, Gabriel García Márquez, Eduardo Mendoza o Stefan Zweig.
Su primera novela, Los hijos de León Armendiaguirre (Planeta, 1998), aunque aparentemente ambientada en un lugar incierto del País Vasco, en realidad mostraba paisajes y caracteres que bebían directamente de las experiencias infantiles del autor en la provincia de León.
En 2010 publicó Libertad, una novela distópica. En 2022, apareció su novela Cerca del fuego, publicada en Palma de Mallorca por la editorial Sloper.

## Novelas
- 1996:	La pasión de Octubre. Barcelona, Alba, ISBN 8488730055.
- 1997:	Experto en silencios. Palma de Mallorca, Bitzoc, ISBN 8487789811.
- 1998:	Los hijos de León Armendiaguirre. Barcelona, Planeta, ISBN 8408023578.
- 2008:	Libertad. Santiago de Chile, Uqbar, ISBN 9789568601300.[2]
- 2008:	Mío. Badajoz, Carisma, ISBN 848896448X.
- 2013:	Novela 35 lebensráumica. Valdivia, 20:13.
- 2014:	Lavrenti y el soldado herido. Valdivia, 20:13, ISBN 9789563539929.
- 2015:  Libertad. Madrid, Fantasía, ISBN 9788494143038.
- 2022:  Cerca del fuego. Palma de Mallorca, Sloper, ISBN 9788417200619.
- 2024:  Experto en silencios. Palma de Mallorca, Sloper, ISBN 9788417200992.

## Minificciones
- 2010:	La saliva del tigre. Valdivia, 20:13, ISBN 9789563327755.

## Premios
- 1995:	V Premio de Novela Prensa Canaria por La pasión de Octubre.
- 1997:	V Premio de Novela Breve Juan March Cencillo por Experto en silencios.
- 2008:	II Premio de Novela Breve Encina de Plata por Mío.
- 2011:	Concurso de Relatos Calaix de Llibres por El Manchado.